# Adolphe Jordan
Adolphe Jordan, auch Adolphe Jordan-Martin (* 11. Juli 1845 in Granges-près-Marnand; † 27. Mai 1900 in Lausanne; heimatberechtigt in Granges-près-Marnand), war ein Schweizer Politiker (FDP).

## Biografie
Jordan besuchte das Gymnasium in Moudon und absolvierte das Eidgenössische Polytechnikum in Zürich. Nach der Försterschule in Nancy erlangte er im Jahr 1866 das Diplom als Forstexperte. Danach war er von 1871 bis 1879 als Forstinspektor und anschliessend von 1879 bis 1883 als Oberforstinspektor des Kantons Waadt tätig.
Seine politische Laufbahn begann er als Gemeinderat in Moudon. Bei den Parlamentswahlen 1881 wurde er in den Nationalrat gewählt, im Jahr 1883 aber aus diesem Rat aufgrund der Gewaltentrennung ausgeschlossen, denn er amtierte von 1883 bis 1900 als Waadtländer Staatsrat und stand dort dem Baudepartement vor. In den Jahren 1884 und 1885 war er Mitglied im Waadtländer Verfassungsrat. 1888 wurde er in den Ständerat gewählt und amtierte 1895/96 in seinem letzten Jahr dort als Ständeratspräsident. Im Jahre 1896 wurde er erneut in den Nationalrat gewählt und hatte dort bis 1900 Einsitz.
Adolphe Jordan gehörte zu den führenden Personen des waadtländischen Freisinns. 1881 gründete er den Waadtländer Demokratischen Verein und präsidierte diesen auch. Von 1894 bis 1898 war er Mitglied des Zentralausschusses der FDP Schweiz.
In der Schweizer Armee war er Oberst der Infanterie und von 1879 bis 1883 Oberrichter am Militärgericht.